# Ernst Lasnik

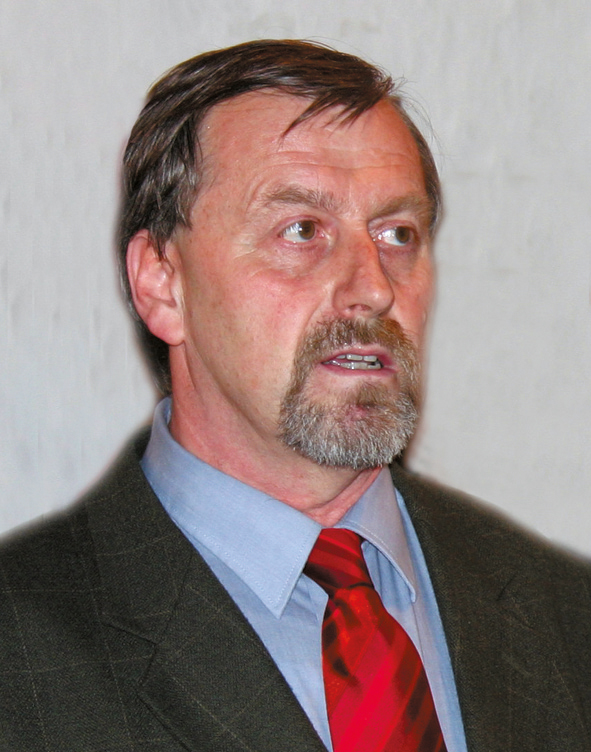
Ernst Lasnik

Ernst Reinhold Lasnik (* 23. Mai 1950 in Tregist) ist ein österreichischer Autor, Historiker und Volkskundler.

## Werdegang
Lasnik besuchte von 1956 bis 1964 die Volks- und Hauptschule in Köflach und Bärnbach. Danach absolvierte er eine Ausbildung zum Versicherungskaufmann und war als Verkaufsleiter in der Baustoffindustrie tätig. Nach Ablegung der Berufsreifeprüfung studierte er ab 1982 an der Karl-Franzens-Universität in Graz Geschichte und Volkskunde. 1987 erfolgte die Sponsion zum Magister phil., 1990 die Promotion zum Doktor phil.
Neben dem Studium war Lasnik freiberuflicher Journalist beim ORF und verschiedenen Zeitungen. Von 1973 bis 1974 nahm er an dem UN-Einsatz auf Zypern teil, 1977 war er am Einsatz in Syrien beteiligt. 1980 wurde er Mitglied des Gemeinderates der Stadt Bärnbach, deren zweiter Vizebürgermeister er von 1990 bis 1995 war. Seit 1986 ist er Korrespondent der Historischen Landeskommission für Steiermark für den Bereich Köflach und Voitsberg. Von 18. Oktober 1991 bis 22. Jänner 1996 war er Mitglied des Österreichischen Bundesrates. Seit 1997 ist er Vorsitzender der Katholischen Bildungswerke der Steiermark. 2003 war er Wissenschaftlicher Leiter der Steiermärkischen Landesausstellung Mythos Pferd in Piber bei Köflach und seit 2012 fungiert er als Vizepräsident des Steirischen Burgenvereines.
Lasnik war und ist Wissenschaftlicher Mitarbeiter, Organisator und Gestalter vieler Ausstellungen und Museen.

## Gestaltungs- und Ausstellungstätigkeiten
- 1984: Glasmuseum Bärnbach
- 1985: Verborgenes Kulturgut – Alte Sakralkunst aus dem Bezirk Voitsberg, Maria Lankowitz
- 1987: Prof.-Gustinus-Ambrosi-Gedenkstätte Stallhofen
- 1988: Steiermärkische Landesausstellung Glas und Kohle in Bärnbach
- 1988: Harmonie der Gegensätze – Künstler des 20. Jahrhunderts aus dem Bezirk Voitsberg, Schloss Greißenegg/Voitsberg
- 1989: Vom Jugendstil zum Art déco, Bärnbach
- 1992: Spuren der Vergangenheit – Archäologische Funde aus der Weststeiermark, Bärnbach
- 1994: Rund um den Heiligen Berg – Archäologische Funde, Römersteine und Marmor im Bezirk Voitsberg, Schloss Alt-Kainach/Bärnbach (Neuaufstellung 2012)
- 1995: 750 Jahre Stadt Voitsberg
- 1995: Dorfmuseum St. Martin a.W. (Neuaufstellung)
- 1998: Die Zeit der Kelten – Archäologische Funde aus Slowenien, Ungarn und der Steiermark, Bärnbach
- 2001: Montanhistorisches Denkmal Sunfixl-Höhle
- 2008: Kelten und Römermuseum, Södingberg
- 2009: Prof.-Franz-Weiss-Museum, Voitsberg
- 2010: Kohle, Dampf & Schiene – 150 Jahre GKB, Köflach
- 2011: Bergbaumuseum im „Karlschacht“, Rosental a.d.K.
- 2012: Montanhistorischer Wanderweg „Braunes Gold“, Bärnbach
- 2012: Neugestaltung der Ständigen Sonderausstellung Archäologische Funde, Römersteine und Marmor im Bezirk Voitsberg im Burgschloss Alt-Kainach bei Bärnbach
- 2015: Burgmuseum Krems bei Voitsberg
- 2015: Infostelle zur Geschichte des Dietenberges bei Ligist
- 2016: Museumsraum zur Geschichte des Burgschlosses Alt-Kainach bei Bärnbach
- 2017: Infostelle zur Geschichte des Heiligen Berges bei Bärnbach

## Publikationen
- Rund um den Heiligen Berg. Geschichte des Bezirks Voitsberg. Verlag Styria, Graz/Wien 1981, ISBN 3-22211303-3.
- Geschichte, Kunst, Wandern. Ein Führer durch den Bezirk Voitsberg. Kulturgemeinschaft Oberland, Voitsberg 1984.
- Stallhofen und das mittlere Södingtal. Ein Beispiel steirischer Vielfalt. Gemeinde Stallhofen, Stallhofen 1987.
- Franz Weiss. Eine Künstlermonographie. Verlag Styria, Graz/Wien 1988, ISBN 3-222-11820-5.
- Franz Weiss. Das Holzschnittwerk. Verlag Styria, Graz/Wien/Köln 1991, ISBN 3-222-12083-8.
- 700 Jahre St. Johann ob Hohenburg. Pfarre St. Johann ob Hohenburg, St. Johann-Köppling, Gemeinde St. Johann-Köppling, St. Johann o.H. 1992.
- Gemeinsam mit Bernhard Hebert Herausgeber von: Spuren der Vergangenheit – Archäologische Funde aus der Weststeiermark. Im Stölzle-Glas-Center Bärnbach, Mai bis September 1992. Kulturgemeinschaft Oberland, Bärnbach 1992.
- Der Bezirk Voitsberg in alten Ansichten. Eine Kulturgeschichte. Verlag Styria, Graz/Wien/Köln 1993, ISBN 3-222-12221-0.
- Harmonie aus Gegensätzen. Der Bezirk Voitsberg. Verlag Styria, Graz/Wien/Köln 1995, ISBN 3-222-12323-3.
- Von der Trud, der wilden Jagd und Geschäften mit dem Teufel. Sagen aus der Weststeiermark. Verlag Styria, Graz/Wien/Köln 1995, ISBN 3-222-12348-9.
- 750 Jahre Stadt Voitsberg. In der St.-Michaels-Kirche, Juni bis September 1995. Katalogbuch zur Ausstellung. Kulturgemeinschaft Oberlan., Kulturreferat der Stadtgemeinde Voitsberg, Voitsberg 1995.
- 750 Jahre Hirschegg. Porträt eines „besonderen“ weststeirischen Ortes. Gemeinde Hirschegg, Hirschegg 1996.
- Von Mägden und Knechten. Aus dem Leben bäuerlicher Dienstboten (= Styria regional). Verlag Styria, Graz/Wien/Köln 1997, ISBN 3-222-12605-4.
- Das braune Gold. Die Geschichte der weststeirischen Kohlenreviere. Verlag Styria, Graz/Wien/Köln 1997, ISBN 3-222-12611-9.
- Herausgeber von Nicolaus Trnka-Strasnitzky: Biographische Impertisen. Styria Printshop, Graz 1998.
- Herausgeber von Wege zur Revolution. Drei Theaterstücke von Gerald Pump. Styria Printshop, Graz 2000.
- Herausgeber von Der Kater vom Herzogberg und andere Texte von Gerald Pump. Styria Printshop, Graz 2001.
- Auf historischen Wegen: Verborgenes und Neuentdecktes im Bezirk Voitsberg. Styria, Graz/Wien/Köln 2001, ISBN 3-222-12885-5.
- Herausgeber von Altes Leben im Bezirk Voitsberg. Styria, Graz/Wien/Köln 2001, ISBN 3-222-12804-9.
- Glück auf! Glück ab! Die Ära des Braunen Goldes. Huemer Mediaverlag, Hart-Purgstall 2004, ISBN 3-9501927-0-0.
- Glas! Funkelnd wie Kristall. Zur Geschichte des steirischen Glases. Steirische Verlagsgesellschaft, Graz 2005, ISBN 3-85489-122-9.
- Gemeinsam mit Peter Strnad Herausgeber von Emmy Hiesleitern-Singer. Bilder aus vergangener Zeit – Gehöfte, Orte Landschaften. Verlag für Sammler, Graz 2005, ISBN 3-85365-211-5.
- Von Teufelsspuk, Trud und Wilder Jagd. Geschichten und Sagen aus der Weststeiermark. 2., erweiterte Auflage, Verlag für Sammler, Graz 2007, ISBN 978-3-85365-227-5.
- Der Bezirk Voitsberg. Bilder erzählen Geschichte (=Die Reihe Archivbilder). Sutton Verlag, Erfurt 2009, ISBN 978-3-86680-506-4.
- 177 Weststeirische Kostbarkeiten. Ein Kunst- und Kulturführer durch die Lipizzanerheimat. Verlag für Sammler, Graz 2014, ISBN 978-3-85365-273-2.
- Altes Leben in der Lipizzanerheimat. Beiträge zur Archäologie, Geschichte, Montangeschichte und Volkskunde sowie Lebensbilder aus dem Bezirk Voitsberg. Huemer Mediaverlag, Hart-Purgstall 2020.

Seit 2005 entstand eine Reihe von Ortschroniken, so z. B.:
- Piberegg – Chronik einer Landschaft. Eigenverlag der Gemeinde Piberegg, Piberegg 2005.
- Graden – Eine Zeitreise durch die Gemeinde. Gemeinde Graden, Graden 2006.
- Das obere Kainachtal. Aus der Geschichte der Gemeinden Kainach, Gallmannsegg und Kohlschwarz. Gemeinde Kainach, Gemeinde Gallmannsegg, Gemeinde Kohlschwarz, Kainach/Gallmannsegg/Kohlschwarz 2006.
- St. Martin am Wöllmißberg. Gemeinde St. Martin am Wöllmißberg, St. Martin am Wöllmißberg 2007.
- Bärnbach. Vom Dorf zur Stadt. Stadtgemeinde Bärnbach, Bärnbach 2007.
- Edelschrott. Vom Dorf zur Marktgemeinde. Marktgemeinde Edelschrott, Edelschrott 2008.
- Södingberg. Porträt einer Landschaft. Gemeinde Södingberg, Södingberg 2009.
- Modriach. Porträt eines Dorfes und seiner Umgebung. Gemeinde Modriach, Modriach 2010.
- Voitsberg. Porträt einer Stadt und ihrer Umgebung. Band 1 und 2, Stadtgemeinde Voitsberg, Voitsberg 2012.
- Rosental an der Kainach. Porträt einer Gemeinde. Gemeinde Rosental an der Kainach, Rosental an der Kainach 2013.

## Auszeichnungen
- 1988: Hanns-Koren-Kulturpreis des Landes Steiermark
- 2001: Berufstitel Professor
- 2002: Goldenes Ehrenzeichen der Stadt Voitsberg
- 2003: Kammermedaille in Bronze
- 2005: Josef Krainer Heimatpreis
- 2008: Christian Schölnast Stiftungspreis
- 2009: St. Martiner Verdienstmedaille in Silber
- 2011: Zukunftsgemeinde Steiermark – Ehrenamt des Jahres (für das Lebenswerk)
- 2011: Bundes-Ehrenzeichen für Erwachsenenbildung
- 2012: Zukunftsgemeinde Steiermark (für das Engagement um das Ortsbild)
- 2014: Ehrennadel der Marktgemeinde Ligist
- 2015: Goldener Ehrenring der Stadtgemeinde Bärnbach
- 2015: Verdienstzeichen in Gold der Gemeinde St. Martin am Wöllmißberg
- 2024: Großes Ehrenzeichen des Landes Steiermark[1]